# Sometimes They Come Back
Sometimes They Come Back (bra Às Vezes Eles Voltam) é um telefilme estadunidense de 1991, dos gêneros drama, terror e suspense, dirigido por Tom McLoughlin, com roteiro de Lawrence Konner e Mark Rosenthal baseado no conto homônimo de Stephen King.

## Sinopse
Buscando uma vida mais simples, o professor Jim Norman se muda com a família para uma pequena cidade interiorana, onde começa a lecionar na escola local. Tudo vai bem na vida do professor, até que seu passado obscuro começa a persegui-lo.

## Elenco
| Ator / Atriz      | Personagem             |
| ----------------- | ---------------------- |
| Tim Matheson      | Jim Norman             |
| Brooke Adams      | Sally Norman           |
| Robert Rusler     | Richard Lawson         |
| Chris Demetral    | Wayne Norman           |
| Robert Hy Gorman  | Scott Norman           |
| William Sanderson | Carl Mueller (44 anos) |
| Nicholas Sadler   | Vinnie Vincent         |
| Bentley Mitchum   | David North            |
| Matt Nolan        | Billy Sterns           |
| Tasia Valenza     | Kate                   |
| Chadd Nyerges     | Chip                   |
| T. Max Graham     | Chief Pappas           |
| William Kuhlke    | Diretor Simmons        |
| Duncan McLeod     | Old Officer Neil       |
| Nancy McLoughlin  | Dr. Bernardi           |